# Mindy Main
Mindy Main (Olympia, Washington; 30 de abril de 1986) es una actriz pornográfica estadounidense. Debutó en 2006 a los 20 años de edad.

## Biografía
Estudió en un instituto de Lacey (Washington) en donde se graduó en 2004. Luego trabajó como bailarina exótica en el club nocturno Fox's de Tacoma a partir de 2005.
En 2007 había participado en aproximadamente 25 películas, además de un abundante número de escenas con las empresas Bang Bros, Naughty America y Reality Kings.